# Mirko Slišković Slomić
Mirko Slišković Slomić (Mokro, kraj Konjica,'1920. - Zagreb,  28. svibnja 1945.), bio je pripadnik ustaškog pokreta, jedan od rukovodećeg osoblja u sustavu koncentracijskog logora Jasenovac.
Odlukom Vojnoga suda u Zagrebu 1945. osuđen je za ratne zločine i zločine protiv civilnog stanovništva počinjene tijekom Drugoga svjetskog rata.

## Životopis
Rođen je 1920. u mjesto Mokro, pokraj Konjica u BiH, u hrvatskoj, katoličkoj obitelji. U međuratnom je razdoblju, u Kraljevini Jugoslaviji, studirao pravo, na Zagrebackom sveučilištu, da bi se nakon izbijanja Drugoga svjetskog rata, okupacijom Jugoslavije i uspostavom NDH, priključio ustaškom pokretu, te je poslan na službu u sustav koncentracijskog logora Jasenovac. Naime, u studenom 1942. postavljen za zamjenika upravitelja, da bi potom ubrzo bio imenovan za nadstojnika Upravnog odjela Logora III Ciglana.
Tijekom svojega boravka u službi u Jasenovcu, upoznaje se i potom ženi s Majom Buždon Slomić, s kojom u braku nije imao djece. Pred dolaskom jedinica JA, suoružnici zajedno odlaze u Zagreb, te postoji nekoliko verzija njihove sudbine, od toga kako su ostali u Zagrebu, do toga da su zarobljeni tijekom povlačenja u svibnju 1945., u okolici Dravograda. Svakako je poznat podatak da su oboje bili uhićeni, pritvoreni i osuđeni u Zagrebu, te je Mirko Slišković Slomić, presudom br. 5. Vojnog suda Komande zagrebačkog područja, od 20. svibnja 1945., proglašen krivim za počinjenje ratnih zločina i zločina protiv civilnog stanovništva, te osuđen na smrt strijeljanjem, odluka koja je bila izvršena 28. svibnja 1945., u Zagrebu.
Tijekom boravka u pritvoru, bračni par, Maju Buždon Slomić i Mirka Sliškovića Slomića, fotografirali su pripadnici zagrebačke OZN-e.

## Vezani članci
- Maja Buždon Slomić
- Dinko Šakić
- Vjekoslav Maks Luburić